# Prnjavor Čuntićki
Prnjavor Čuntićki is een plaats in de gemeente Petrinja in de Kroatische provincie Sisak-Moslavina. De plaats telt 118 inwoners (2001).